# Luigi Guarnieri
Luigi Guarnieri (Catanzaro, 1962) è uno scrittore e drammaturgo italiano.

## Biografia
Luigi Guarnieri è nato a Catanzaro e vive a Roma. Laureato in lettere classiche all'Università di Pisa, diplomato al Centro Sperimentale di Cinematografia di Roma, ha scritto testi teatrali e radiofonici (Blu notte, in collaborazione con Melania G. Mazzucco) ed è autore di romanzi, tradotti in numerosi paesi.
L'esordio letterario avviene con L'Atlante criminale - Vita scriteriata di Cesare Lombroso  (Mondadori 2000, Premio Bagutta Opera Prima e Premio Procida-Isola di Arturo-Elsa Morante) che racconta le esilaranti vicende biografiche, le strampalate teorie e le imprese pseudoscientifiche del vituperato padre dell’antropologia criminale: dalla lotta contro la pellagra alla creazione della fisiognomica, dalla riforma dei manicomi alla scrittura del bestseller mondiale L’uomo Delinquente, fino alla fondazione del partito socialista italiano e la conversione allo spiritismo prima della morte.
Seguono: Tenebre sul Congo (Mondadori 2001) affresco del colonialismo europeo in terra d’Africa e rilettura di Cuore di Tenebra, intreccia le biografie del capitano Korzeniowski, alias Joseph Conrad, e di esploratori e avventurieri ormai dimenticati: il dottore tedesco Edouard Schnitzer, alias Emin Pascià, capo della nazione africana di Equatoria; il generale britannico Charles George Gordon; il condottiero musulmano Mahdi e i geografi italiani Romolo Gessi e Gaetano Casati; La doppia vita di Vermeer (Mondadori 2004, Premio Selezione Campiello)storia del geniale falsario olandese Han Van Meegeren, pittore tradizionalista fallito che negli anni Trenta del Novecento riesce a “inventare” e “fabbricare” un nuovo Vermeer “religioso” che non era mai esistito, ingannando esperti, critici, collezionisti e direttori di musei di tutto il mondo. Il gerarca nazista Hermann Göring è il primo inconsapevole acquirente di un Van Meegeren/Vermeer: il ritrovamento di uno dei falsi in una cava di sale in Austria dopo la seconda guerra mondiale porterà all’identificazione del falsario e a un sensazionale processo che farà di Van Meegeren una celebrità; La sposa ebrea (Rizzoli 2006, Premio nazionale letterario Pisa, Premio Nazionale Rhegium Julii) che narra due storie d’amore a distanza di secoli, la prima contemporanea e ambientata a Parigi, tra una ricercatrice universitaria portoghese e un aspirante scrittore italiano, e la seconda nella Amsterdam del Seicento, tra Abigail Lopes da Costa, figlia malata di nervi di un ricco mercante, ed Ephraim Paradies, medico della comunità ebraica; a legarle misteriosamente sono l’omonimo ed enigmatico quadro di Rembrandt, e alcuni episodi della vita del grande pittore; I sentieri del cielo (Rizzoli 2008, Guarnieri consegue il Premio Grinzane Cavour), racconto epico e sanguinoso della repressione del brigantaggio in Calabria a opera dell’esercito piemontese all’indomani dell’Unità d’Italia, incentrato sulla caccia serrata che lo squadrone dello spietato maggiore Albertis conduce sui monti della Sila alla ricerca dell’inafferrabile capo dei ribelli, Evangelista Boccadoro. Più volte (e tuttora) opzionato per una trasposizione cinematografica o seriale.
Anche nei successivi romanzi di Guarnieri appaiono figure storiche divergenti e singolari: Una strana storia d’amore (Rizzoli 2010, titolo originario La sonata di Endenich) indaga i profondi legami affettivi, artistici e sentimentali, complicati dai relativi risvolti familiari e psichiatrici, di un grande trio di musicisti romantici ottocenteschi: Johannes Brahms, Robert Schumann e Clara Wieck. Brahms entra giovanissimo nella casa di Schumann, di cui è un ammiratore, e viene subito riconosciuto come genio e incoraggiato a comporre. Di Schumann diventa il migliore amico e l’erede, legandosi però anche alla moglie Clara, grande pianista spesso in tournée, e ai loro figli – mentre a poco a poco il maestro sprofonda nella follia. Dedizione e sacrificio segnano la vita di tutti e tre, unendo per sempre le loro esistenze; Il sosia di Hitler (Mondadori 2014) è ispirato dalla scoperta che Adolf Hitler, come tutti i tiranni, utilizzava dei sosia addestrati a sostituirlo in pubblico, documenta la lunga indagine dell’agente del controspionaggio statunitense Gren*****, il quale nella Berlino in fiamme del 1945 cerca di fare luce sulla presunta morte di Adolf Hitler, su un altrettanto presunto piano di fuga del Führer e sull’esistenza di uno dei suoi sosia, il musicista ebreo altoatesino Mario Schatten, coinvolto nella messiscena del suicidio del dittatore. Alla ricerca di una verità sfuggente e inconcepibile, che tutti ormai preferiscono occultare e dimenticare, l’agente inseguirà in tutto il mondo – dall’Unione Sovietica al Paraguay - il fantasma del dittatore e del sosia, un uomo perbene costretto dagli scherzi della Storia a impersonare il male assoluto; Forsennatamente. Mr Foscolo (La Nave di Teseo 2018, titolo originario Mr Foscolo, Premio Roma, Premio Viareggio Giuria, Premio Boccaccio) narra il catastrofico esilio londinese di Ugo Foscolo, undici anni vissuti pericolosamente fra mancanza di denaro e di lettori, tensioni con gli editori e speculazioni sbagliate. Inizialmente accolto con curiosità e ammirazione per il suo passato di patriota, non riesce mai davvero a inserirsi nella società inglese, e precipita in un’alienante solitudine, mitigata solo dalla scoperta dell’esistenza di una figlia da lui ignorata: la dolce Floriana. Le continue umiliazioni e i crescenti problemi di salute a poco a poco finiscono per spegnere l’ispirazione del poeta – che muore esule e ignorato a soli 49 anni; Il segreto di Lucia Joyce (La Nave di Teseo 2022); racconta la sfortunata e infelice esistenza della figlia “italiana” di James Joyce (era nata a Trieste e l’italiano fu la sua madrelingua). Segnata da un contesto familiare turbolento, da continui traslochi da un paese all’altro, da un’instabilità che mina il suo carattere, a Parigi, mentre il padre finisce di scrivere l’Ulysses, Lucia tenta di ritagliarsi un’esistenza indipendente come ballerina. L’opposizione dei genitori incrina la sua volontà. Il disagio diventa malattia mentale, le crisi, talvolta violente, la conducono a sempre più lunghi internamenti in cliniche psichiatriche e manicomi. Ma la relazione ambivalente con l’ingombrante, amatissimo e odiato padre-scrittore non si interrompe mai – segnando la vita di Joyce non meno della sua.

## Opere
- L'Atlante criminale - Vita scriteriata di Cesare Lombroso, Milano, Mondadori, 2000 (ristampato nel 2008 da Rizzoli)
- Tenebre sul Congo, Milano, Mondadori, 2001
- Blu notte, dramma radiofonico scritto in collaborazione con Melania G. Mazzucco, poi edito in volume, Roma, RAI-ERI, 2001
- Una breve follia, Quiritta, 2003
- La doppia vita di Vermeer, Milano, Mondadori, 2004
- La sposa ebrea, Milano, Rizzoli, 2006, ISBN 88-17-00978-4
- I sentieri del cielo, Milano, Rizzoli, 2008
- Una strana storia d'amore, Milano, Rizzoli, 2010
- Il sosia di Hitler, Milano, Mondadori, 2014, ISBN 8804634707
- Forsennatamente Mr Foscolo, La nave di Teseo, Milano 2018